# The Beginning of Survival
The Beginning of Survival è un album di Joni Mitchell del 2004.

## Tracce
1. The Reoccuring Dream (3:03)
2. The Windfall (Everything For Nothing) (5:09)
3. Slouching Toward Bethlehem (6:49)
4. Dog Eat Dog (4:27)
5. Fiction (4:10)
6. The Beat Of Black Wings (5:22)
7. No Apologies (4:17)
8. Sex Kills (3:56)
9. The Three Great Stimulants (6:06)
10. Lakota (6:25)
11. Ethiopia (5:38)
12. Cool Water (5:25)
13. Tax Free (4:17)
14. The Magdelene Laundries (4:01)
15. Passion Play (When All The Slaves Are Free) (5:19)
16. Impossible Dreamer (4:40)